# 中村有岐
中村 有岐（なかむら ゆき、1988年1月30日 - ）は、日本の声優、女優、歌手。北海道稚内市出身。

## 出演
太字はメインキャラクター。

### テレビアニメ
- 恋風（小日向七夏）
- ブギーポップは笑わない Boogiepop Phantom（真名花〈小学生姿〉）

### 劇場版アニメ
- バグズ・ライフ

### その他
- マッチ売りの少女（1997年10月29日 - 11月3日、東京芸術劇場、文化庁芸術祭主催公演）
- ミステリー・グースバンプス（1998年 - 1999年放送、NHK教育テレビ、6歳のモナ役）
- ガラクタ名作劇場 ラクガキ王国（2002年、タイトー、ヒバナ役）
- チップス先生さようなら（2006年放送、NHK-BS2）
- さっちゃんのきもち（2008年、ちーむどらむすこ、アコ役）